# Proteína ADAM
Proteína ADAM (uma Proteína Desintegrina e Metaloproteínase) é uma família de proteínas peptidase.
São categorizadas pelo número EC 3.4.24.46.
Os tipos incluem:
- ADAMTS2
- ADAMTS13
- ADAMTS5
- ADAM17